# Svartsjön (Anundsjö socken, Ångermanland)
Svartsjön är en sjö i Örnsköldsviks kommun i Ångermanland och ingår i Gideälvens huvudavrinningsområde. Sjön har en area på 0,146 kvadratkilometer och ligger 272,3 meter över havet. Sjön avvattnas av vattendraget Svartsjöbäcken.
600 meter norr om sjön låg det numera förfallna nybygget Svartsjö by som anlades år 1810 och som beboddes fram till 1968[6].

## Delavrinningsområde
Svartsjön ingår i det delavrinningsområde (707822-161821) som SMHI kallar för Utloppet av Svartsjön. Medelhöjden är 355 meter över havet och ytan är 9,95 kvadratkilometer. Det finns ett avrinningsområde uppströms, och räknas det in blir den ackumulerade arean 27,46 kvadratkilometer. Svartsjöbäcken som avvattnar avrinningsområdet har biflödesordning 4, vilket innebär att vattnet flödar genom totalt 4 vattendrag innan det når havet efter 97 kilometer. Avrinningsområdet består mestadels av skog (77 procent). Avrinningsområdet har 0,33 kvadratkilometer vattenytor vilket ger det en sjöprocent på 3,4 procent.